# 1933 год в Германии

## Январь
- 30 января
  - Отставка правительства Шлейхера[англ.]
  - Назначение Адольфа Гитлера рейхсканцлером
  - Формирование Кабинета Гитлера. Приход фашистов к власти.

## Февраль
- 1 февраля — Роспуск Рейхстага Веймарской республики
- 12 февраля — Кровавое воскресенье
- 20 февраля — Образование Экономического совета
- 27 февраля — Поджог Рейхстага
- 28 февраля
  - Указ рейхспрезидента о защите народа и государства
  - Прекратила действие Веймарская конституция

## Март
- 4 марта — Заявление 300 немецких преподавателей
- 5 марта — Парламентские выборы. Формирование рейхстага 8 созыва
- 14 марта — Учреждено министерство народного просвещения и пропаганды
- 20 марта — Создан концентрационный лагерь Дахау
- 21 марта
  - Организован концентрационный лагерь в Ораниенбурге
  - День Потсдама
- 23 марта
  - Принят закон о чрезвычайных полномочиях. Отменены гражданские свободы. Утверждение диктатуры национал-социализма. Предоставлено право Кабинету Гитлера издавать законы без участия рейхстага
  - Объявлена амнистия для лиц, совершивших преступления из патриотических побуждений
- 25 марта —  Открыт концентрационный лагерь под Штутгартом

## Апрель
- 1 апреля — Объявлен бойкот продукции, производимой евреями, и их магазинов
- 7 апреля
  - Роспуск парламентов всех земель кроме Пруссии. Их заменили рейхсштатгальтеры.
  - Работодателям предоставлено право увольнять судей и чиновников, состоящих в оппозиции, евреев, участников левых политических организаций
- 26 апреля — Создано Гестапо
- 28 апреля — Распущены 28 организаций Всеобщей конфедерации труда

## Май
- 1 мая — 1 миллион рабочих собраны на митинге в Темпельхофе
- 2 мая — Вооружённые отряды армии и полиции заняли штаб-квартиры профсоюзов, их газеты, Рабочий банк.
- 10 мая
  - Создан Германский трудовой фронт
  - Перед Берлинским университетом начата кампания публичного сожжения книг. Начата борьба с враждебной литературой

## Июнь
- 22 июня — Запрещена Социал-демократическая партия Германии
- 21—26 июня — Кёпеникская кровавая неделя
- 26 июня — Начало создания отрядов «Мёртвая голова»

## Июль
- 7 июля — Национал-социалистическая немецкая рабочая партия провозглашена единственной партией Германии. Запрещены все остальные политические партии
- 15 июля — Пакт четырёх

## Август
- Альтернативное расследование эмигрантов из Германии о поджоге Рейхстага. По результатам расследования была опубликована Коричневая книга о поджоге Рейхстана и терроре Гитлера[англ.]
- 25 августа — Соглашение Хаавара

## Сентябрь
- 21 сентября—23 декабря — Лейпцигский процесс о поджоге Рейхстага

## Ноябрь
- 11 ноября — Заявление профессоров о поддержке Гитлера
- 12 ноября
  - Парламентские выборы
  - Референдум по вопросу о выходе Германии из Лиги Наций

## Без точной даты
- Распущена организация Стальной шлем
- Открытие концентрационных лагерей по всей стране